# Lavička Gustava Schwabeho
Lavička Gustava Schwabeho, též známa jako Schwabeho lavička, původního názvu Gustav Schwabe Bank, je jednou z historických kamenných lavic v lázeňských lesích města Karlovy Vary. Stojí při Odpolední horní cestě, byla postavena v roce 1937 zřejmě kameníkem Peterem Wolffem na přání neznámého původního zadavatele.

## Historie

### Kdo byl Gustav Schwabe
Narodil se ve Slezsku ve městě Bílsko-Bělá dne 7. března 1854. Zprvu působil v několika strojírenských a elektrotechnických podnicích v Porýní (Duisburg, Kolín nad Rýnem). V roce 1899 se usadil v Brně, kde se vypracoval na technika a podnikatele. Zde také 25. února 1937 zemřel. Často navštěvoval Karlovy Vary.

### Lavička
Jen několik měsíců po smrti Gustava Schwabeho, dne 5. června 1937, se na městskou radu v Karlových Varech obrátil karlovarský architekt Franz Schramm se žádostí o povolení vybudovat na tehdejší stezce Faulenzerweg (stezka Lenochů) kamennou lavičku jako „památku na dr. Gustava Schwabeho“. Kdo tuto lavičku objednal, nelze přesně zjistit, neboť F. Schramm v žádosti doslova píše: „Jeden starý lázeňský host chce jako památku na pana dr. Gustava Schwabeho z Brna, s nímž zde vždy společně pobýval na léčení a jenž letos zemřel, osadit pamětní lavičku. Dárce chce prozatím zůstat neznámý a provedení celé záležitosti převedl na mne“.
Schramm v žádosti též uvedl text, který měl být do opěradla vytesán: „Dr. Gustav Schwabe 1854 – 1937 zum Gedenken“. Zkratka „Dr.“ pak byla v konečné realizaci rozepsána na „Doktor“.
Žádost architekta Schramma byla postoupena místnímu stavebnímu úřadu, který proti ní nevznesl výhrady, „pokud nebudou na stavbu a pozdější údržbu lavičky ze strany města žádné požadavky“, a městská rada dne 13. července 1937 stavbu povolila. Postavil ji zřejmě v témže roce karlovarský kameník Peter Wolff.

## Popis
Lavička je umístěna ve výklenku opěrné zdi při Odpolední horní cestě nedaleko Chopinova altánu a kaple Ecce homo. Je vytvořena ze šumavské žuly, podstavec má betonový. Zdobí ji nápis:
DOKTOR GUSTAV SCHWABE
1854 – 1937
ZUM GEDENKEN

Lavičky – např. Aranyho, Wolfova, U Obrazu, Allschlaraffia aj. – bývaly v karlovarských lázeňských lesích stavěny, stejně jako ostatní pomníky v těchto místech, na počest významného lázeňského hosta či hostů nebo jako poděkování městu za hostovo uzdravení. O jejich údržbu spolu s celými lázeňskými lesy pečuje městská organizace Lázeňské lesy Karlovy Vary, od roku 2023 pod novým názvem Lázeňské lesy a parky Karlovy Vary.